# Alec Knight (actor)
Alec Knight (nacido el 13 de junio de 1972) es el nombre artístico de un animador, diseñador gráfico, modelo y actor pornográfico estadounidense.

## Carrera
En 1997, Knight comenzó a trabajar para Sony Pictures para crear dibujos animados de Ghostbuster. Durante años, trabajó como animador y guionista, trabajando para Cartoon Network, Nickelodeon, y la sitcom animada para adultos Family Guy.

### Pornografía
Debido al alto riesgo de ser despedido en la animación, Knight, impulsado por su esposa, Mika Tan, comenzó a realizar películas pornográficas. Inicialmente, comenzó a actuar a fin de realizar escenas con Tan. Sin embargo, como la animación tradicional comenzó a declinar y sobre el hecho en que no tenía experiencia en imágenes generadas por computadora, comenzó a aceptar más y más contratos para actuar.
En 2006, la pareja formó su propia compañía de producción, GenerAsianxxx Productions, que estaba dirigido al mercado Asiático de temática gonzo. Su primera película en la empresa, Mika Tan's Asian Stud Search, fue una respuesta a la "escasez de chicos Asiáticos en el porno".

## Vida personal

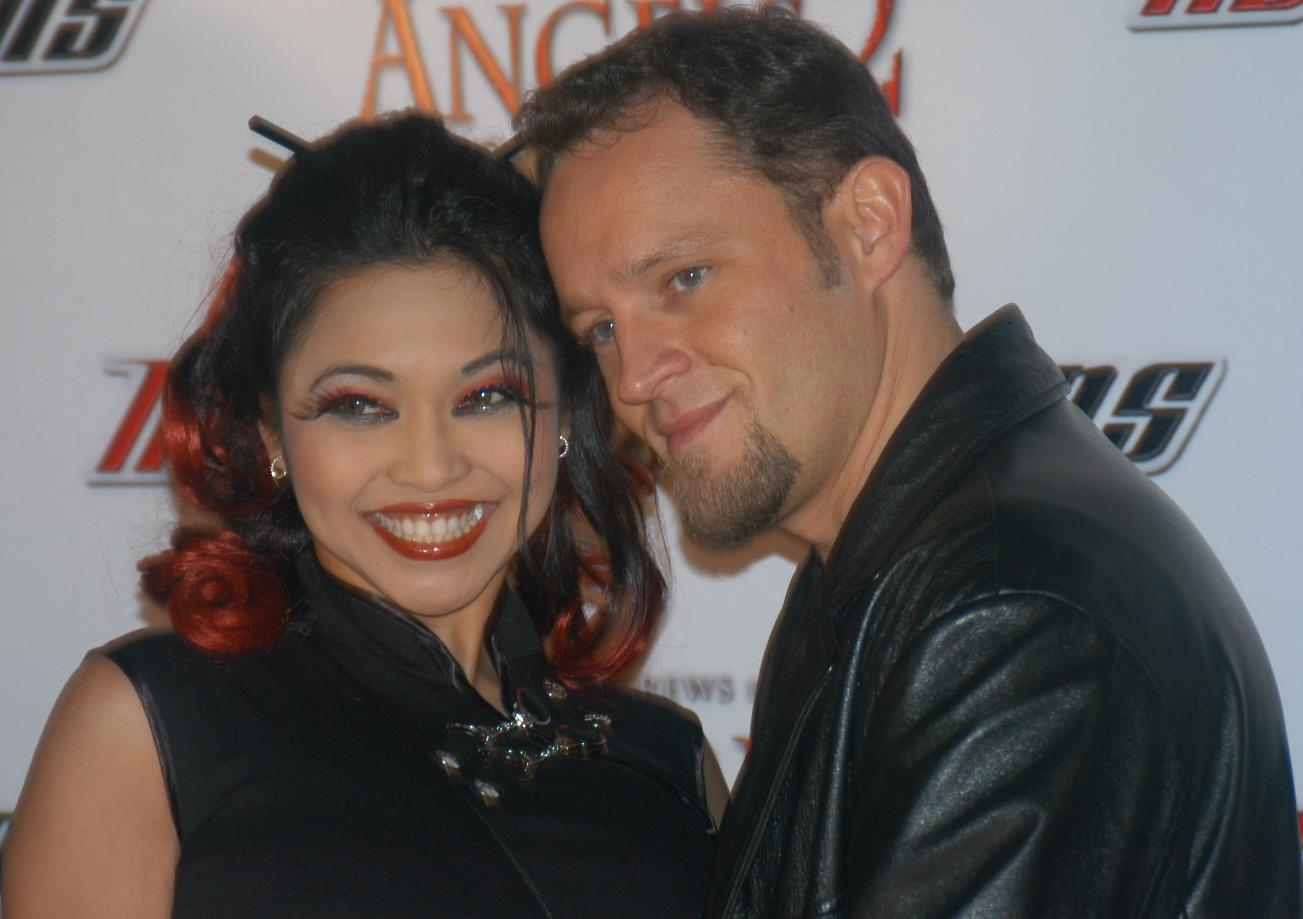
Knight con Mika Tan en 2005

Knight creció en Misuri y se considera a sí mismo un "Chico del Sur". describe su ciudad natal como "un poco del tipo Mayberry de la ciudad con una farola." Asistió y se graduó de la escuela de arte en Nueva Jersey, donde aprendió y desarrolló habilidades en animación en dos dimensiones y diseño en computadora.
Knight se encontró con la modelo y actriz porno Mika Tan, en una fiesta de fetiches. Los dos se casaron el 14 de febrero de 2004. La pareja se divorció en 17 de enero de 2006.
En 2009, mientras asistía a una fiesta de la actriz Brooke Haven, Knight y varios otros fueron atacados por el ex luchador de MMA y actor pornográfico War Machine. Haven afirma que Knight quedó inconsciente después de recibir un golpe y tuvo que recibir sutura en la cabeza.

## Filmografía Parcial
| Año  | Título                        | Papel        | Notas   |
| ---- | ----------------------------- | ------------ | ------- |
| 2010 | Esto no es Encantado XXX      | Andy Trudeau |         |
| 2010 | Batman XXX: UNA Parodia Porno | Goon #1      |         |
| 2010 | This Ain't Avatar XXX         | Eytukan      | Parodia |
| 2011 | Portrait of a Call Girl       | Sam          |         |
| 2012 | Wasteland                     | Steve        |         |

## Premios y nominaciones
| Año  | Categoría                         | Película                 |
| ---- | --------------------------------- | ------------------------ |
| 2006 | Best Group Sex Scene              | Lips That Lie            |
| 2007 | Best Group Sex Scene              | Blacklight Beauty        |
| 2007 | Best Oral Sex Scene               | Blacklight Beauty        |
| 2007 | Best Sex Scene Coupling           | Blacklight Beauty        |
| 2008 | Best Three-way Sex Scene          | Razördolls               |
| 2009 | Best Group Sex Scene              | Icon                     |
| 2009 | Best Double Penetration Sex Scene | Cum on My Tattoo 4       |
| 2010 | Best Group Sex Scene              | Fuck the World           |
| 2011 | Unsung Male Performer of the Year |                          |
| 2012 | Best Supporting Actor             | Elvis XXX: A Porn Parody |
| 2012 | Best Three-way Sex Scene          | Elvis XXX: A Porn Parody |
| 2012 | Superman XXX: A Porn Parody       |                          |
| 2014 | Best Double Penetration Sex Scene | Descent                  |
| 2014 | Best Actor                        | Breaking Bad XXX         |
| 2014 | Best Boy/Girl Sex Scene           | Breaking Bad XXX         |
| 2015 | Best Supporting Actor             | Cape Fear XXX            |